# Leschenaultia fulvipes
Leschenaultia fulvipes là một loài ruồi trong họ Tachinidae.